# Jon Alpert

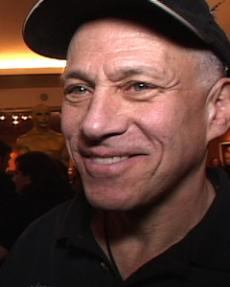
Jon Alpert 2010

Jon Alpert (* 1948 in Port Chester, New York) ist ein US-amerikanischer Journalist und Filmemacher, der Stilelemente des Cinéma vérité verwendet. Er gewann während seiner langjährigen Karriere 15 Emmys und drei DuPont-Awards der Columbia University. Für den Oscar war er zweimal nominiert.

## Leben
Alpert wuchs in Port Chester im Staat New York auf und studierte an der Colgate University. Anschließend fuhr er zwei Jahre Taxi und gründete dann mit seiner Frau Keiko Tsuno das Downtown Community Television Center (DCTV), eines der ersten Medienzentren des Staates. Alpert drehte Videomaterial über das echte Leben in New York und führte sie in Chinatown vor. Mit der Zeit erregte er so das Interesse der Leute und er knüpfte Kontakte zum öffentlichen Rundfunk. Dort drehte er mehrere Dokumentarfilme, darunter einen über Kuba, der von der New York Times hochgelobt wurde.
1976 gewann er erstmals den DuPont Award der Columbia University für den Film Chinatown: Immigrants in America. 1977 erschien Vietnam: Picking Up the Pieces, einer der ersten Filme über Vietnam nach dem Ende des Vietnamkriegs. 1979 wechselte Alpert zur National Broadcasting Company und berichtete unter anderem aus Kambodscha, über Pol Pot und den Genozid durch die Roten Khmer. Im Rahmen der Berichterstattung über Vietnam gewann er zwei Emmys. Er berichtete auch über den Ersten Golfkriegs, die Geiselnahme von Teheran sowie die Geiselnahme in der iranischen Botschaft in London 1980. Bekannt wurde auch eines der wenigen Interviews mit Fidel Castro, der normalerweise westliche Reporter nicht zu sich vor ließ. Im Rahmen seiner Berichterstattung über den Zweiten Golfkrieg drehte er verschiedenes Material während der Bombenangriffe der Vereinigten Staaten, das zivile Verluste zeigte. Dies führte zu seiner Entlassung bei NBC und auch Columbia Broadcasting System weigerte sich das Material zu senden.
Von 1993 bis 2002 führte er mehrere Interviews mit Saddam Hussein. Ende der 1990er begann Alpert für den Privatsender HBO zu arbeiten. Dort drehte er den zweistündigen Dokumentarfilm Life of Crime Part 2 und A Cinderella Season: The Lady Vols Fight Back. 1999 begleitete er Jesse Jackson für die American Broadcasting Company, als dieser mit einer Delegation nach Jugoslawien reiste, um drei Kriegsgefangene zu befreien. Während der Terroranschläge am 11. September 2001 filmte er die Rettungsarbeiten.
Neben verschiedenen ökologischen Themen filmte er außerdem über den Dritten Golfkrieg, den Krieg in Afghanistan und das Erdbeben in Sichuan 2008. Der Film China’s Unnatural Disaster: The Tears of Sichuan Province, den er zusammen mit Matthew O’Neill drehte, wurde für den Oscar nominiert. Ebenso der Dokumentar-Kurzfilm Redemption.

## Auszeichnungen (Auswahl)
- 2006: Emmy „Outstanding Cinematography for Nonfiction Programming - Single-Camera Productions“ für Baghdad ER
„Outstanding Directing for Nonfiction Programming“
„Exceptional Merit in Nonfiction Filmmaking“
- 2007: duPont-Columbia Award für Baghdad ER
- 2008: Emmy-Nominierung „Exceptional Merit in Nonfiction Filmmaking“ für Alive Day Memories: Home from Iraq
- 2009: Emmy-Nominierung „Outstanding Nonfiction Special“ für ASection 60: Arlington National Cemetery
- 2010: Oscar-Nominierung Bester Dokumentar-Kurzfilm für China’s Unnatural Disaster: The Tears of Sichuan Province
- 2013: Oscar-Nominierung Bester Dokumentar-Kurzfilm für Redemption
- 2013: News & Documentary Emmy „Outstanding Music and Sound“ für In Tahrir Square: 18 Days of Egypt's Unfinished Revolution